# Wu Dan
Wu Dan (chinesisch 巫 丹; * 13. Januar 1968 in Neijiang, Volksrepublik China) ist eine ehemalige chinesische Volleyballspielerin.

## Karriere
Wu Dan spielte seit 1985 in der chinesischen Nationalmannschaft als Mittelblockerin und Annahmespielerin. Bereits als 17-Jährige gewann sie 1985 in Japan den Weltpokal. Ein Jahr später wurde sie in der Tschechoslowakei Weltmeisterin. Bei den Olympischen Spielen in Seoul gewann sie 1988 die Bronzemedaille. Nach einem dritten Platz 1989 beim Weltpokal in Japan, einem zweiten Platz bei der Weltmeisterschaft 1990 im eigenen Land und einem zweiten Platz 1991 beim Weltpokal in Japan nahm Wu 1992 an den Olympischen Spielen in Barcelona teil. Hier wurde sie positiv auf die verbotene Substanz Strychnin getestet und suspendiert. 1995 spielte Wu in der US-amerikanischen Liga bei den Columbia Cougars Missouri, wobei sie als MVP der Liga ausgezeichnet wurde. 1997/98 war sie Co-Trainerin an der Florida State University. In der Saison 1998/99 spielte Wu beim deutschen Bundesligisten Schweriner SC und war auch hier MVP. Anschließend ging sie nach Italien und spielte bei Pallavolo Reggio Calabria, mit dem sie 2000 den CEV-Pokal gewann. Anschließend nahm sie mit der Nationalmannschaft zum dritten Mal an Olympischen Spielen teil und belegte Platz fünf in Sydney. 2001/02 spielte Wu als Libera bei Foppapedretti Bergamo, mit dem sie Italienische Meisterin wurde und das Finale der Champions League erreichte. 2003/04 war sie beim Ligakonkurrenten Monte Schiavo Jesi aktiv und erreichte das Finale des CEV-Pokals.